# Siete altares de Abjasia
Los siete altares o santuarios de Abjasia son unos lugares sagrados para la religión tradicional abjasia, en la parcialmente reconocida República de Abjasia, aunque de iure pertenece a la República Autónoma de Abjasia como parte de Georgia.

## Contexto
Los siete santuarios de Abjasia son venerados por la mayoría de los abjasios étnicos, incluidos cristianos y musulmanes. Cada santuario tiene su propio clan sacerdotal que va en función del apellido. Por ejemplo, el clan sacerdotal del santuario de la montaña Dydrypsh son representantes de la familia campesina Chichba del pueblo vecino de Achandara; o en el santuario Lyhbashta son representantes de la familia noble Shakryl. Además de estos siete santuarios, que históricamente son comunes en toda Abjasia, casi todos los clanes abjasios tienen su propio pequeño santuario (en abjasio: Aжьыра, romanizado: azyra), que, por regla general, es un lugar para las oraciones tribales. Los abjasios a menudo erigían santuarios paganos en los sitios de las antiguas iglesias georgianas o en iglesias no eclesiásticas. 
Según los abjasios, quien miente frente al santuario es castigado pronto por poderes superiores, por lo que las fuerzas del orden de Abjasia a menudo usan los santuarios como "jueces". La mayoría de los abjasios reconocen a Dydrypsh como su principal santuario. Las oraciones en el montaña de Lashkendar se reanudaron solemnemente a mediados de la década de 1990.
Los representantes políticos de primer nivel en Abjasia también participan a menudo en las oraciones. En 1992, durante la guerra entre Georgia y Abjasia, el primer ministro de Abjasia, Vladislav Ardzinba, dirigió personalmente oraciones en el monte Dydrypsh pidiendo al santuario la protección de Abjasia.
El 3 de agosto de 2012, el Consejo de Sacerdotes de Abjasia fue recreado en Sujumi con su asamblea constituyente. 

## Santuarios
|                            | Localización                | Distrito   |
| -------------------------- | --------------------------- | ---------- |
| Montaña Dydrypsh           | cerca del pueblo Achandara  | Gudauta    |
| Lyjnashta - Plaza de Lyjny | Lyjny                       | Gudauta    |
| Ldzaa-Nyja                 | cerca de Lidzava y Pitsunda | Gagra      |
| Inal-Kuba                  | cerca de Psju               | Sujumi     |
| Montaña-santuario Adagua   | cerca de Tsebelda           | Gulripshi  |
| Lashkendar                 | cerca de Tkvarcheli         | Tkvarcheli |
| Bosque de Elyr-Nyja        | Ilori                       | Ochamchira |

## Galería

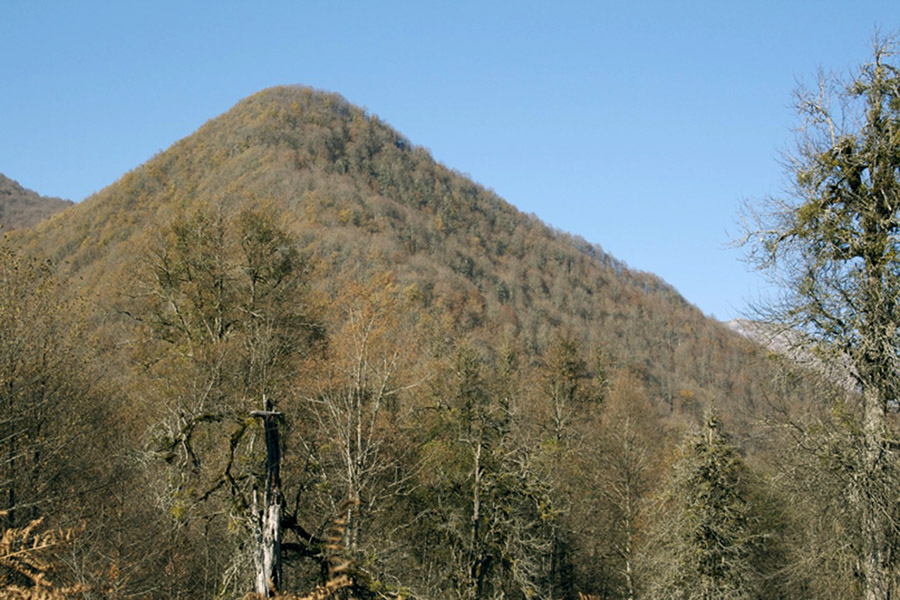
Montaña Inal-Kuba
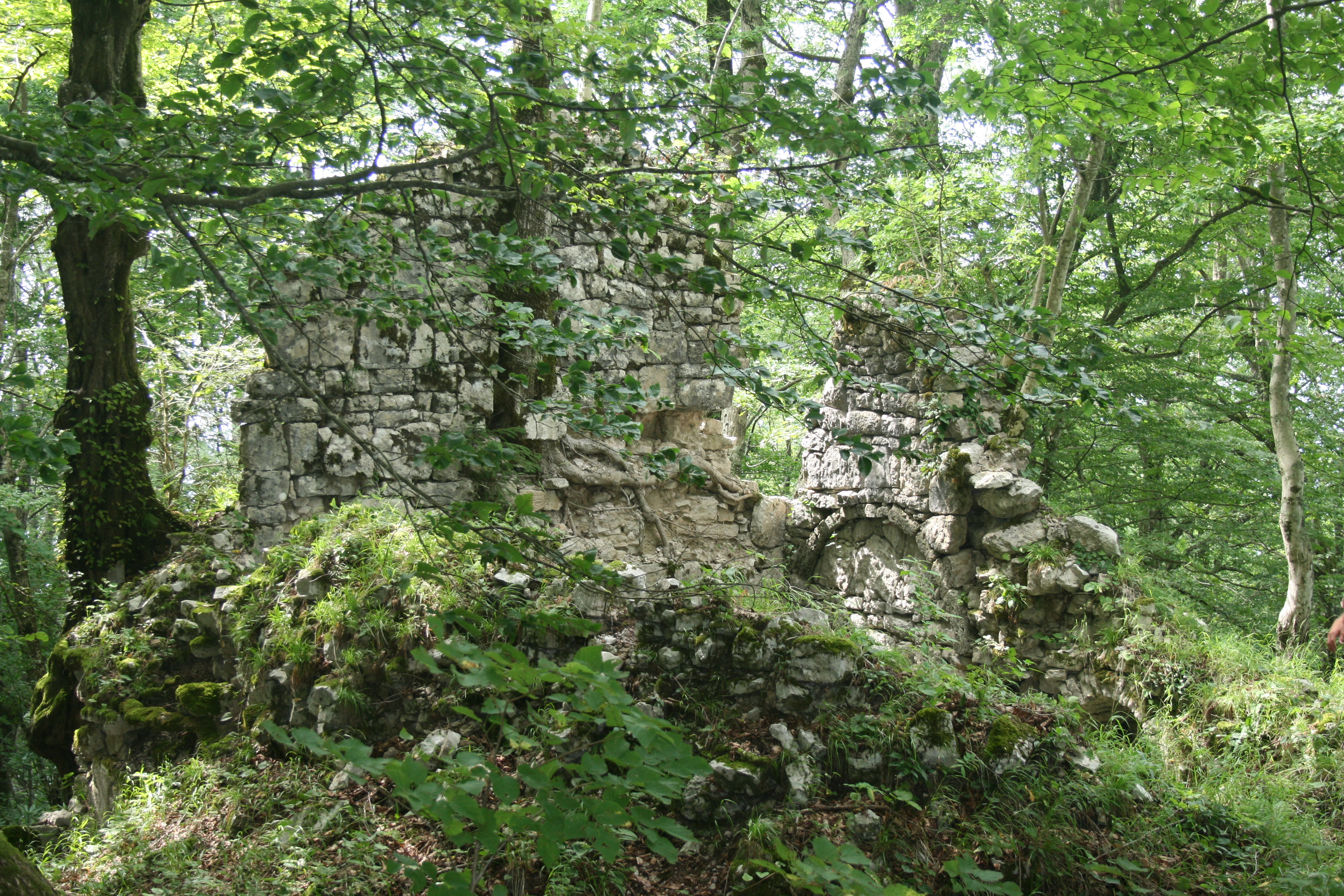
Ruinas del templo en la Montaña de Lashkendar
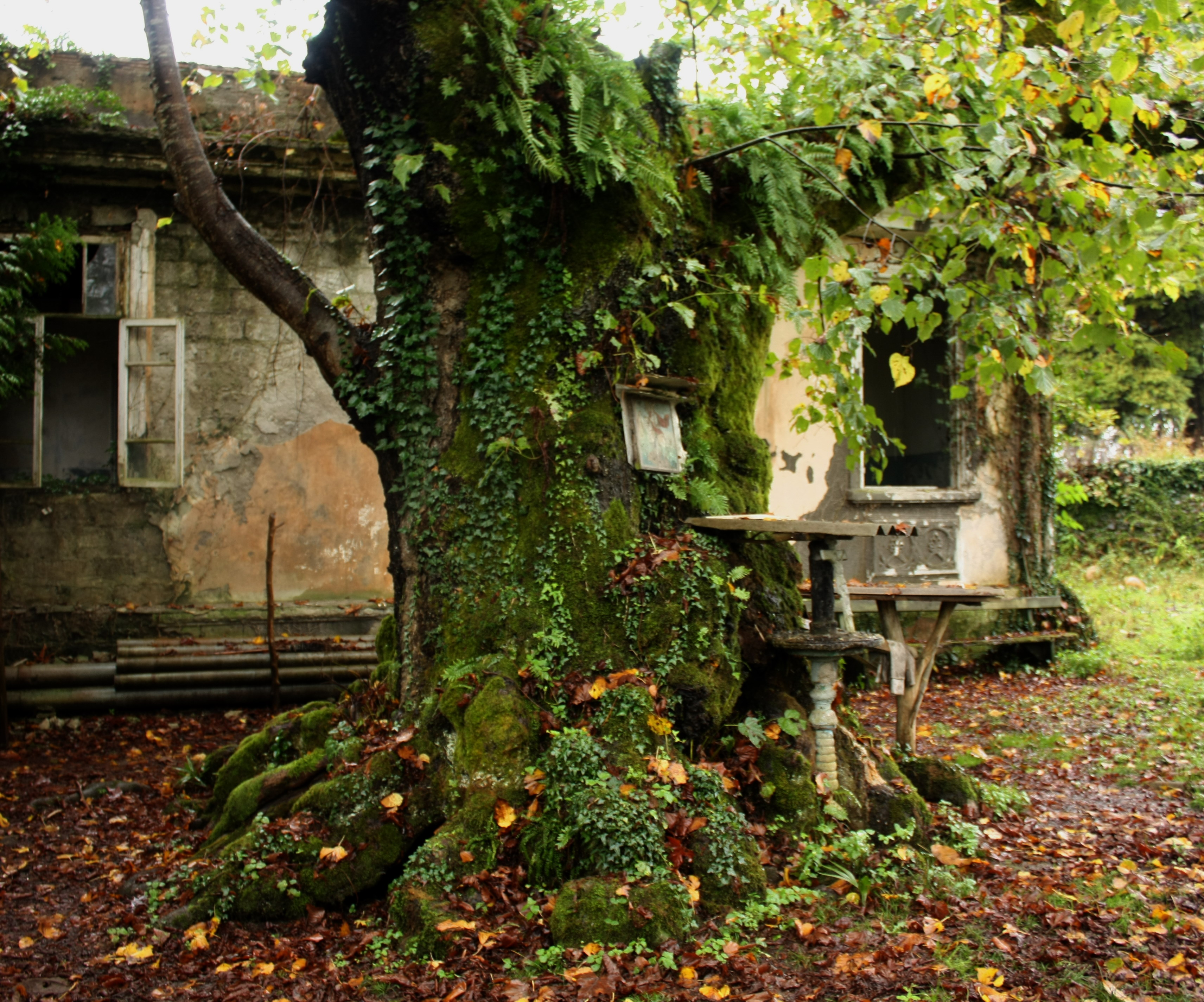
Árbol en Elir-Nyja